# Протеїнкінази
Протеїнкінази (від англ. protein kinases — «білкові кінази»)  клас ферментів-кіназ, що модифікують специфічні білки (у тому числі себе) додаванням фосфатної групи, у процесі, відомому як фосфорилювання. 

## Загальний опис
Цей клас білків далі поділяється залежно від амінокислоти, яку протеїнкіназа модифікує, та групи білків, на яку вона діє. Зазвичай фосфорилювання приводить до зміни каталітичної активності, клітинної локалізації або можливостей зв'язку з іншими білками. До 30 % білків можуть бути фосфорильованими під дією кіназ, а кінази регулюють більшість клітинних шляхів, зокрема передачі сигналів в межах клітини. Геном людини містить близько 518 генів протеїнкіназ або близько 2 % від всіх генів. Протеїнкінази присутні у всіх групах живих організмів з клітинною будовою.
Хімічна активність кіназ включає руйнування молекули АТФ та приєднання вивільненої фосфатної групи до однієї з чотирьох амінокислот, що міють вільну гідроксильну групу. Більшість кіназ діють на серин та треонін, інші на тирозин або на гістидин, деякі (з подвійною специфічністю) діють на серин, треонін і тирозин одночасно. Деякі рідкісні кінази здатні фосфорилювати й кілька інших амінокислот.
Через значний ефект протеїнкіназ на функціонування клітини, їх дія значно регулюється. Кінази часто активуються фосфорилюванням (інколи вони фосфорилюють себе у відповідь на приєднання ліганду в процесі автофосфорилювання або цис-фосфорилювання), зв'язуванням з білком-активатором або малими молекулами. Також можливі й подібні процеси деактивації кіназ, крім того, їх активність може регуоюватися локалізацією відносно субстрату.
Порушення регулювання та активності протеїнкіназ є частою причиною хвороб, зокрема раку, через те, що кінази регулюють багато аспектів росту, руху та смерті клітини. Через це постійно розробляється багато ліків, що діють на протеїнкінази, зокрема Іматиніб та Гефітиніб.

## Різновиди
- Протеїнкіназа М-зета (РКМ-zeta) - фермент, що відповідає за підтримку довгочасної пам'яті в мозку.